# Новоосинове
Новоосино́ве — село в Україні, у Куп'янському районі Харківської області. Входить до складу Курилівської сільської громади. Населення становить 1957 осіб. Орган місцевого самоврядування — Курилівська сільська рада.
Код КОАТУУ — 6323783502. Населення за переписом 2001 року становить 1957 (906/1051 ч/ж) осіб.

## Географія
Село Новоосинове знаходиться на відстані 3 км від річки Оскіл. Від річки село відділено лісовим масивом. Село приєднано до селища Ківшарівка. Више за течією на відстані 2 км знаходяться села Заборівка (зняте з обліку), Курилівка та Куп'янськ-Вузловий. Нижче за течією на відстані 1 км знаходиться село Глушківка. На протилежному березі — село Пристін. Поруч проходить залізниця, станція Платформа 8 км. Селом тече Балка Новоосинівка.

## Історія
- 1806 — дата першої згадки цього поселення[1].

Під час організованого радянською владою Голодомору 1932—1933 років померло щонайменше 228 жителів села.
В Новоосиновому свого часу побудували храм. Його освятили в ім'я Святого Духа. В 1936 році храм зруйнували. Тепер[коли?] він відновлюється під тією ж назвою Святодухівського.

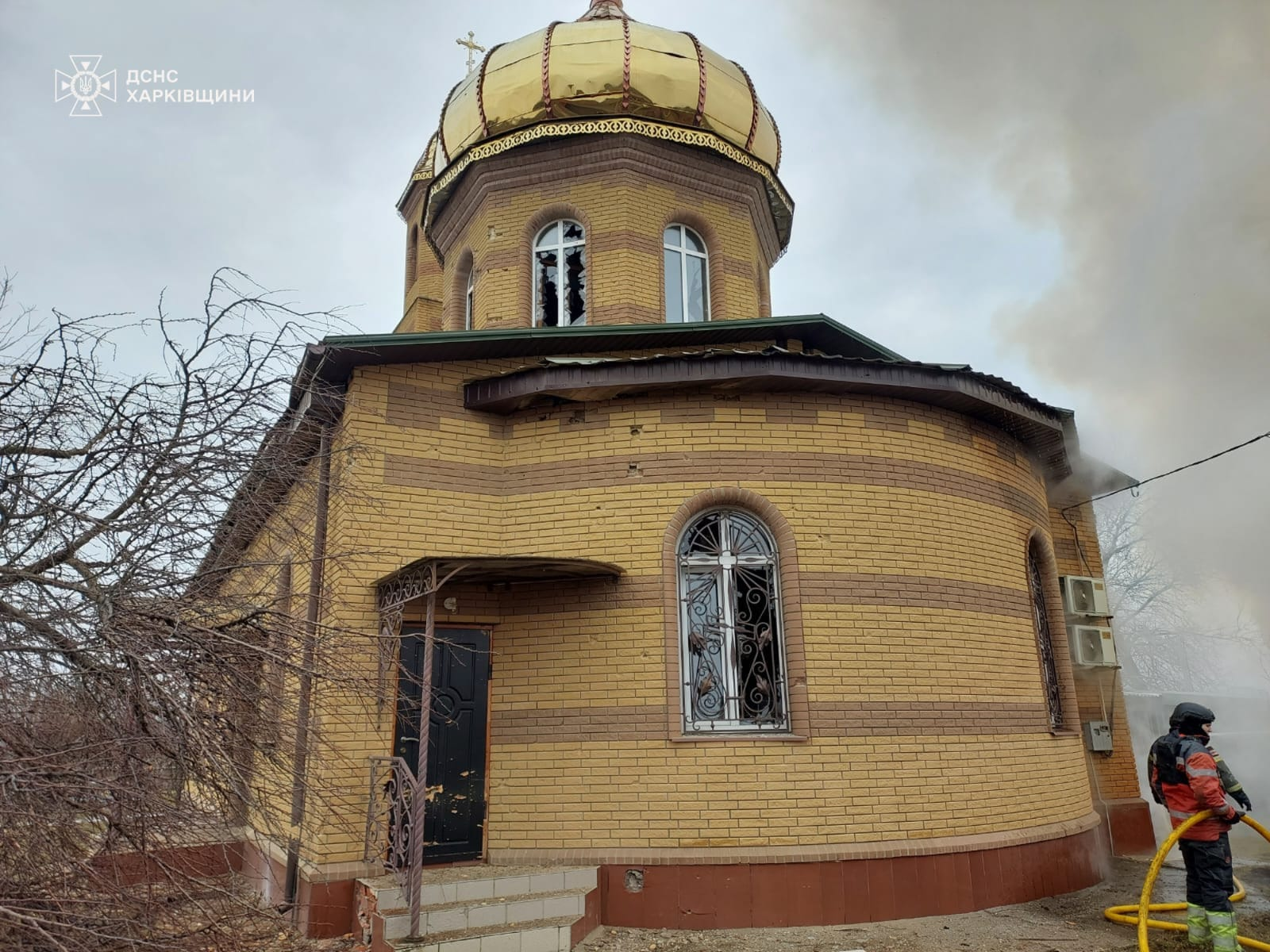
Святодухівська церква після російського обстрілу 2024 року

19 липня 2020 року, в результаті адміністративно - територіальної реформи та ліквідації колишнього Куп'янського району (1923— 2020), село увійшло до складу новоутвореного Куп'янського району Харківської області. 
19 травня 2024 року росіяни, під час спроби окупації України, завдали ударів по селах Новоосинове та с. Ківшарівка Куп'янського району Харківщини — загинули чоловіки 64, 65 та 58 років, а також дві жінки 56 та 72 років, поранені п'ять чоловіків та чотири жінки.

## Населення

### Мова
Розподіл населення за рідною мовою за даними перепису 2001 року:
| Мова            | Кількість | Відсоток |
| --------------- | --------- | -------- |
| українська      | 1679      | 85.79%   |
| російська       | 264       | 13.50%   |
| білоруська      | 4         | 0.20%    |
| вірменська      | 2         | 0.10%    |
| румунська       | 1         | 0.05%    |
| інші/не вказали | 7         | 0.36%    |
| Усього          | 1957      | 100%     |

## Економіка
- Молочно-товарна ферма, машинно-тракторні майстерні.
- Куп'янская районна станція захисту рослин.
- Куп'янский райагрохім.

## Культура

### Новоосинівська сільська бібліотека
Історія бібліотеки села Новоосинове розпочалася ще на початку ХХ століття. У той час активно працювало в губернії Харківське товариство по розповсюдженню в народі грамотності, до складу якого входив комітет по облаштуванню сільських бібліотек та народних читалень. В багатьох селах Куп'янського повіту вже відкрилися бібліотеки –читальні, так що жителі Ново-Осинівської громади та навколишніх сіл також виявили бажання відкрити бібліотеку і в своєму селі.
У кінці 1902 року селяни направили своїх представників на чолі зі старостою до куп'янської управи, де в той час вирішували питання про відкриття бібліотек в селах повіту. І слобода Ново-Осинове стала одним із претендентів на відкриття бібліотеки в 1903 році.
20 січня 1903 року Голова Харківського товариства розповсюдження грамотності подає рапорт губернатору, у якому просить дозволу на відкриття безкоштовної бібліотеки-читальні в селі Ново-Осинове. У травні 1903 року відбулося відкриття бібліотеки. Бібліотека була місцем спілкування жителів громади, там вони могли взяти книгу або почитати газету чи журнал.  Особливо популярним видом дозвілля були масові читання літератури вголос, так як освічених людей в селі було мало. Хата Захара Кондратенка, у якій розмістили бібліотеку була просторою і бібліотека в ній займала дві кімнати. Вона мала вдале розташування, поряд  з церквою, і людям було зручно відвідувати бібліотеку. Видавав книги сам Кондратенко, який був освіченою людиною. За оренду будівлі та видачу літератури він отримував платню від Харківського губернського та Куп'янського повітового земства.
Після перевороту, вже в 1930-ті роки бібліотеці виділили кімнату в приміщенні старого клубу. Першим бібліотекарем став Сергій Єрмоленко. Потім в бібліотеці працювали А. Г. Сімкіна, В.Ткаченко. В 1952 році завідувачкою бібліотеки стала А. Я. Клочко.
В 1967 році в селі Новоосинове був побудований новий клуб, у якому під бібліотеку виділили велику простору кімнату. Там вона знаходиться по цей час. Коли до новоосинівської бібліотеки приєднали бібліотеку села Притулове бібліотекарем по роботі з дітьми прийняли Г. А. Бурлуцьку. Бібліотека тісно співпрацювала з працівниками колгоспу. В тракторних бригадах і тваринницькій фермі були організовані бригадні абонементи, проводилися різноманітні масові заходи. Невдовзі Новоосинівській бібліотеці було надано звання «Бібліотека відмінної роботи». За довгі роки неодноразово змінювався колектив бібліотеки. В ній працювали А. Я. Клочко, Г. А. Бурлуцька, Л. П. Коваленко, С. А. Клочко, Г. П. Толканець, А.Друшляк, Т. В. Клочко, Н. В. Чекаліна. З 1977 року Новоосинівська сільська бібліотека входить до складу Куп'янської централізованої бібліотечної системи.
В 2010 році Новосинівська бібліотека разом з районною бібліотекою стала переможцем конкурсу від програми «Бібліоміст» «Організація нових бібліотечних послуг з використанням вільного доступу до Інтернету» і отримала 2 комп'ютери з обладнанням для своїх читачів. Фонд бібліотеки налічує 9229 екземплярів, її послугами користується більш як 500 жителів села. В даний час завідує Новоосинівською бібліотечною філію Серпокрил Олена Євстратіївна.

## Об'єкти соціальної сфери
- Школа
- Будинок культури

## Визначні пам'ятки
- Братня могила радянських вояків. Поховано 11 воїнів.

## Релігія
- Церква Зіслання Святого Духу[6].